# Voile
Voile (uttal: [vwal]; franska för 'slöja', ursprungligen av latinets velum, 'segel', 'duk'), även voall, är en slöjliknande, lätt och tunn, nästan transparent väv. Det är en gles och symmetrisk tuskaftsväv, vävt av hårt snott stapelgarn eller filamentgarn och med en sorts gallerstruktur som resultat.
Garnet var förr oftast i bomull, medan det numera mestadels är av polyester. I voile av hög kvalitet är garnet tvinnat i både varpen och väften.
Användningen för voile är mestadels i gardiner och olika klänningdekorationer. Det har även använts i sorgflor och blusar.
Skrivningen voile finns i svensk skrift sedan 1808. Stavningen voall har förekommit på svenska sedan 1913.